# Phytomyza ignota
Phytomyza ignota este o specie de muște din genul Phytomyza, familia Agromyzidae, descrisă de Pakalniskis în anul 1994.
Este endemică în Lituania. Conform Catalogue of Life specia Phytomyza ignota nu are subspecii cunoscute.